# Carlos Azagra
Juan Carlos Azagra García (Morón de la Frontera, Sevilla, 18 de septiembre de 1957) es un cartelista e historietista español, famoso por la serie Pedro Pico y Pico Vena entre otras obras. Carlos Azagra es fundador del Partido de la Gente del Bar (PGB).

## Biografía
Azagra nació en Morón de la Frontera, aunque se crio en Zaragoza. Allí se integró en el Colectivo Zeta y trabajó en la revista "Andalán".
En 1975 se trasladó a Barcelona para estudiar Bellas Artes, y comenzó a interesarse en la política colaborando con grupos clandestinos como la Unión de Juventudes Comunistas de España, y varias asociaciones vecinales aragonesas. Su interés por la política marcaría su posterior obra, con un fuerte componente reivindicativo.
En Barcelona, conectó con el grupo "Butifarra!" con los que comienza a colaborar realizando cárteles para la "Federació de Associacions de Veïns de Barcelona" (FAVB).
En los años 80 se mudó a vivir a Santa Coloma de Gramanet y comenzó a trabajar para emergentes revistas de cómic como "Makoki" o "El Víbora", así como en fanzines vinculados a sindicatos como CNT o CGT. En 1981 estuvo a punto de ir a la cárcel por un dibujo blasfemo.

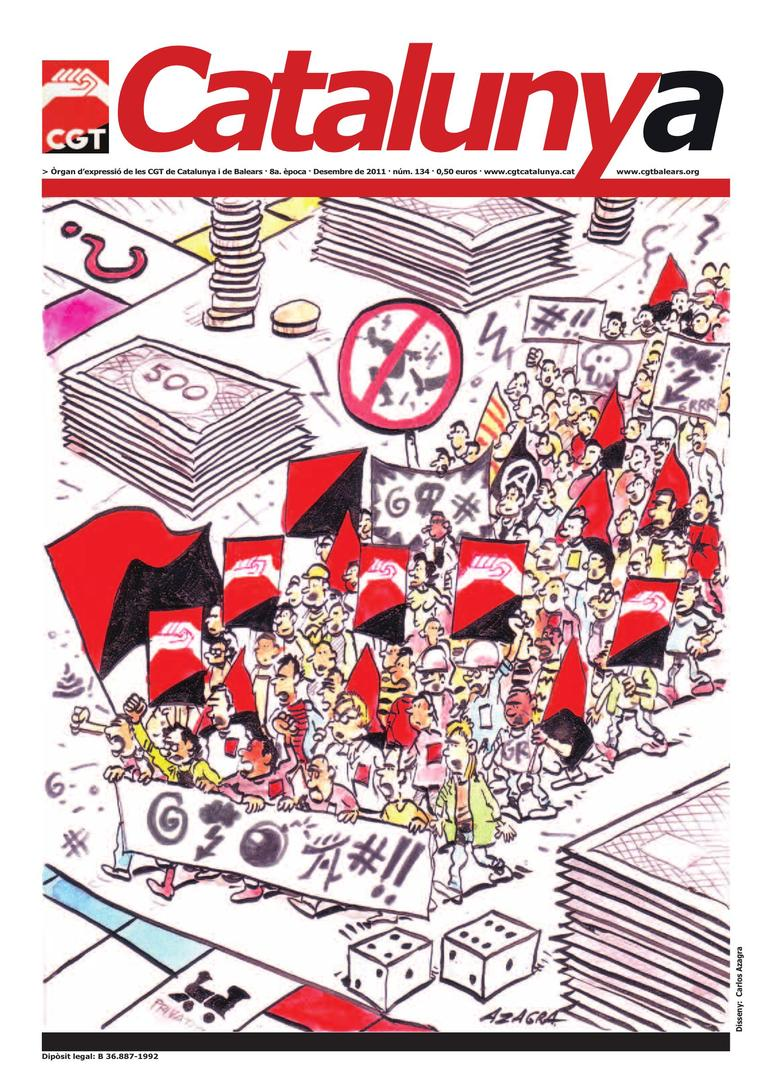
Portada de la revista Catalunya, obra de Carlos Azagra

En 1984 fichó por el semanario "El Jueves", donde ha trabajado hasta 2014. En dicha revista aparecerían "Pedro Pico y Pico Vena", sus personajes más populares. Además, continúa colaborando en otras publicaciones como TMEO, fanzines reivindicativos y revistas vecinales.

## Obra

### Historietística
| Años      | Título                                        | Colaboradores    | Tipo  | Publicación        |
| --------- | --------------------------------------------- | ---------------- | ----- | ------------------ |
| 1982      | De derrota en derrota hasta la victoria final |                  | Serie | "Cul-de-Sac"       |
| 1982      | Grandes hechos del mundo moderno              |                  | Serie | "Makoki"           |
| 1983      | En la barra                                   |                  | Serie | "Makoki"           |
| 1984      | Pedro Pico y Pico Vena                        |                  | Serie | "El Jueves"        |
| 1989      | Rockerillos del Arroyo                        | El Peque         | Serie | "Makoki"           |
| 1989      | Ovidio, vicioso del vidrio                    |                  | Serie | "Makoki"           |
| 1990      |                                               | Aliu, Sempere    | Serie | "Más madera"       |
| 1997      | Paco Jeta                                     |                  | Serie | "Puta Mili"        |
| 1999-2000 | Tonia S.A. Soziedad Atónita                   |                  | Serie | "Angelitos Negros" |
| 2024      | Historias del Punk                            | Encarna Revuelta | Comic | Editorial Grafito  |

### Ilustraciones y artwork
Azagra ha realizado portadas para numerosos proyectos musicales como el primer disco de A Palo Seko en 1994 hasta la portada de Proyecto Jipi en 2012, así como infinidad de carteles para eventos de todo tipo. En 2012 realizó un collage de los 100 grupos más importantes de la década (2002-2012) que sería la portada de la revista Rock Estatal con motivo de su décimo aniversario.